# DNL 2009/10
Die Saison 2009/10 war die zehnte Spielzeit seit der Gründung der Deutschen Nachwuchsliga, der höchsten Nachwuchsliga im deutschen Eishockey. Die Meisterschaft gewann die Spielgemeinschaft Heilbronner EC/Jungadler Mannheim, während der Iserlohner EC in die Jugend-Bundesliga abstieg. Als Meister der Jugend-Bundesliga 2009/10 nahm der EV Füssen die Aufstiegsmöglichkeit in die DNL wahr.

## Teilnehmer
- EC Bad Tölz
- Eisbären Juniors Berlin
- Düsseldorfer EG
- SC Riessersee
- Iserlohner EC
- Kölner EC
- Krefelder EV
- EV Landshut
- Heilbronner EC/Jungadler Mannheim
- Starbulls Rosenheim

## Modus
Die Vorrunde wurde als Doppelrunde ausgespielt.
Anschließend spielten die Mannschaften auf Platz 1 bis 8 die Playoffs während die Mannschaft auf Platz 10 sportlich aus der Liga abstieg.

## Tabelle nach der Vorrunde
| Pl. | Mannschaft                        | Sp | S  | U | N | T   | GT  | Pkt |
| --- | --------------------------------- | -- | -- | - | - | --- | --- | --- |
| 1.  | Heilbronner EC/Jungadler Mannheim | 36 | 31 | 2 | 1 | 228 | 66  | 96  |
| 2.  | Eisbären Juniors Berlin           | 36 | 22 | 2 | 0 | 143 | 123 | 68  |
| 3.  | Düsseldorfer EG                   | 36 | 16 | 8 | 5 | 144 | 113 | 61  |
| 4.  | Starbulls Rosenheim               | 36 | 15 | 9 | 6 | 134 | 127 | 60  |
| 5.  | EV Landshut                       | 36 | 18 | 5 | 1 | 136 | 111 | 60  |
| 6.  | Krefelder EV                      | 36 | 18 | 3 | 1 | 157 | 137 | 58  |
| 7.  | EC Bad Tölz                       | 36 | 15 | 4 | 1 | 124 | 144 | 50  |
| 8.  | Kölner EC                         | 36 | 11 | 9 | 5 | 108 | 122 | 47  |
| 9.  | SC Riessersee                     | 36 | 6  | 8 | 6 | 123 | 186 | 32  |
| 10. | Iserlohner EC                     | 36 | 2  | 2 | 0 | 69  | 237 | 8   |

## Playoffs

### Viertelfinale
- Heilbronner EC/Jungadler Mannheim – Kölner EC 3:0 (8:1, 6:1, 7:1)
- Eisbären Juniors Berlin – EC Bad Tölz 3:1 (4:2, 10:2, 3:6, 6:1)
- Düsseldorfer EG – Krefelder EV 3:2 (8:3, 1:3, 3:4 n. V., 5:2, 7:1)
- Starbulls Rosenheim – EV Landshut 2:3 (5:4, 2:5, 2:4, 5:0, 1:5)

### Halbfinale
- Heilbronner EC/Jungadler Mannheim – EV Landshut 2:1 (2:6, 10:1, 3:2 n. V.)
- Eisbären Juniors Berlin – Düsseldorfer EG 1:2 (1:2, 4:1, 2:6)

### Finale
- Heilbronner EC/Jungadler Mannheim – Düsseldorfer EG 2:0 (5:0, 3:2 n. V.)